# Roeselia leucostola
Roeselia leucostola är en fjärilsart som beskrevs av George Francis Hampson 1900. Roeselia leucostola ingår i släktet Roeselia och familjen trågspinnare. Inga underarter finns listade.